# One Million Broken Guitars
One Million Broken Guitars è un album studio, forse il più apprezzato, di Popa Chubby.

## Tracce
- Nobody Knows you When You're Down and Out
- What's your Point?
- Dance the Night Away
- Real Thing
- Laya what Ya Tryin' to Do
- Long Way Home
- Protected
- It All Turns to Gold
- What's Your Problem?
- Naughty Little People
- Nobody Loves me Like I Love Myself
- Oh Roger (From Road Rot)